# كاثلين هورفاث
كاثلين هورفاث (بالإنجليزية: Kathleen Horvath)‏ مواليد 25 أغسطس 1965 في شيكاغو، هي لاعبة كرة مضرب أمريكية سابقة بدأت مسيرتها كمحترفة سنة 1981 وكانت تلعب باليد اليمنى، اعتزلت اللعب في 1989. كما أنها إحدى بطلات الجراند سلام. أعلى تصنيف لها في الفردي كان المركز الـ 10 في سنة 1984. أعلى تصنيف لها في الزوجي كان المركز الـ 45 في سنة 1988.

## بطولات حققتها
- فرنسا المفتوحة

## النهائيات

### الفردي 9: (6–3)
| الحصيلة | الرقم | التاريخ        | الدورة                 | الأرضية | المنافس              | النتيجة            |
| ------- | ----- | -------------- | ---------------------- | ------- | -------------------- | ------------------ |
| الفوز   | 1.    | 25 يناير 1981  | مونتريال               | سجاد    | كاندي رينولدز        | 6–4, 7–6           |
| الفوز   | 2.    | 6 مارس 1983    | ناشفيل                 | سجاد    | مارسيلا سكوهرسكا     | 6–4, 6–3           |
| الوصافة | 1.    | 23 مايو 1983   | بطولة ألمانيا المفتوحة | ترابية  | كريس إيفرت           | 4–6, 6–7(1–7)      |
| الفوز   | 3.    | 13 نوفمبر 1983 | هونولولو               | سجاد    | كارلينج باسيت-سيجوسو | 4–6, 6–2, 7–6(7–1) |
| الوصافة | 2.    | 29 يناير 1984  | كأس آفون               | ترابية  | بوني جادوسيك         | 6–3, 0–6, 4–6      |
| الوصافة | 3.    | 20 مايو 1984   | بطولة ألمانيا المفتوحة | ترابية  | كلوديا كوده-كيليش    | 6–7(8–10), 1–6     |
| الفوز   | 4.    | 10 مارس 1985   | انديانابوليس           | سجاد    | إليز بورجين          | 6–2, 6–4           |
| الفوز   | 5.    | 31 مارس 1985   | بالم بيتش غاردنز       | ترابية  | بترا دلهيز-جوتش      | 3–6, 6–3, 6–3      |
| الفوز   | 6.    | 12 يوليو 1987  | نوك                    | ترابية  | بتينا بانج           | 6–1, 7–6(7–5)      |

## الخط الزمني للفردي
مفتاح
| ف | ن | ن.ن | ر.ن | د# | د.م | ل | أ.أ | ت | غ | ب | ف | ذ | م.خ | ل.ت |

(ف) فاز بالبطولة (ن) وصل النهائي (ن.ن) نصف النهائي (ر.ن) ربع النهائي (د#) الأدوار الأربعة الأولى (د.م) دور المجموعات (ل) شارك في كأس ديفيز (أ.أ) خرج من الأدوار الاولى (ت) خسر التصفيات التأهيلية (غ) غاب عن الحدث أو البطولة (ب) حصل على ميدالية برونزية (ف) حصل على ميدالية فضية (ذ) حصل على ميدالية ذهبية (م.خ) بطولة الماسترز خُفضت إلى مرتبة أقل (ل.ت) البطولة لم تعقد في السنة المعينة.
لتجنب الارتباك وازدواجية الحساب، يتم تحديث هذه المعلومات إما في نهاية البطولة، أو عندما تكون مشاركة اللاعب في البطولة قد انتهت.
| الدورة            | 1979  | 1980  | 1981  | 1982  | 1983  | 1984  | 1985  | 1986  | 1987  | 1988  | 1989  | إجمالي ف/م |
| ----------------- | ----- | ----- | ----- | ----- | ----- | ----- | ----- | ----- | ----- | ----- | ----- | ---------- |
| أستراليا المفتوحة | غ     | غ     | غ     | غ     | غ     | غ     | غ     | ل.ت   | غ     | غ     | د1    | 0 / 1      |
| فرنسا المفتوحة    | غ     | د2    | د3    | د3    | ر.ن   | ر.ن   | د3    | د1    | د1    | د1    | غ     | 0 / 9      |
| بطولة ويمبلدون    | غ     | غ     | غ     | د1    | غ     | د2    | غ     | د3    | د1    | د1    | غ     | 0 / 5      |
| أمريكا المفتوحة   | د2    | د2    | د3    | غ     | د2    | د1    | د1    | د3    | د1    | غ     | غ     | 0 / 8      |
| م.ف               | 0 / 1 | 0 / 2 | 0 / 2 | 0 / 2 | 0 / 2 | 0 / 3 | 0 / 2 | 0 / 3 | 0 / 3 | 0 / 2 | 0 / 1 | 0 / 23     |
| تصنيف نهاية العام | ب.ت   | ب.ت   | 28    | 49    | 15    | 29    | 50    | 47    | 37    | 85    | 218   |            |

- إجمالي ف / م = إجمالي الفوز والمشاركة

## روابط خارجية
- كاثلين هورفاث على موقع رابطة محترفات التنس (الإنجليزية)
- كاثلين هورفاث على موقع الاتحاد الدولي لكرة المضرب (الإنجليزية)
- كاثلين هورفاث على موقع كأس بيلي جين كينغ (الإنجليزية)
- كاثلين هورفاث على موقع خلاصة التنس.كوم (الإنجليزية)
- كاثلين هورفاث على موقع أوليمبيديا (الإنجليزية)